# Christophorus 14
Christophorus 14 ist ein Notarzthubschrauber, der am Flugplatz Niederöblarn in Öblarn in der Steiermark stationiert ist. Er gehört dem ÖAMTC bzw. dem Christophorus Flugrettungsverein. Der Hubschrauber bzw. insbesondere seine Station wurde durch die ZDF-Serie Die Bergretter auch über die österreichischen Grenzen hinaus bekannt.
Die eingesetzte Maschine des Typs H135 wird aus dem Flottenpool des Christophorus Flugrettungsvereins gestellt und wird je nach Wartungsbedarf regelmäßig durch eine andere baugleiche Maschine ersetzt.
Am gleichen Standort befindet sich seit 1. Jänner 2018 der Notarzthubschrauber Christophorus 99. Ursprünglich war dessen Einsatz nur für den Winter geplant, wurde jedoch ab Mai 2018 auf den Sommer erweitert. Dieser Hubschrauber soll die der Entfernung der jeweiligen Schwerpunktkliniken geschuldeten längeren Abwesenheitszeiten des ursprünglich hier stationierten Christophorus 14 abdecken.
Bevor Christophorus 14 im Rahmen der §15-Vereinbarung die Flugrettung vom Bund übernommen hat, war für das Ennstal ein am Militärflugplatz Aigen im Ennstal ein Notarzthubschrauber des Bundesheeres vom Typ Alouette III im Einsatz.
Seit dem 10. Oktober 2022 ist Christophorus 14 im Auftrag des Landes Steiermark rund um die Uhr einsatzbereit. Damit ist er der dritte Stützpunkt der ÖAMTC-Flugrettung in Österreich von dem rund um die Uhr Einsätze geflogen werden. Sollte die Wetterlage einen Flug nicht zulassen, kann die Einsatzstelle gegebenenfalls bodengebunden mittels Einsatzfahrzeug angefahren werden. Somit ist das medizinische Team unabhängig von der Witterung rund um die Uhr einsatzbereit.